# Carla Guelfenbein
Carla Guelfenbein, née à Santiago le 30 novembre 1959, est une femme de lettres chilienne.

## Biographie
Carla Guelfenbein est la fille d'un père architecte d'avant-garde et d'une mère professeure de philosophie et activiste. Elle quitte le Chili, à la suite du coup d’État d'Augusto Pinochet et s'installe en Angleterre pour une durée de onze années, pendant lesquelles elle étudie la biologie puis le design au Central Saint Martins College of Art and Design de Londres. 

## Carrière professionnelle
En 1988, de retour dans son pays natal, Carla Guelfenbein travaille au sein d'agences de publicité, avant de devenir rédactrice en chef de l'hebdomadaire Elle au Chili. À l'aube de ses 40 ans, elle quitte l'édition et s'inscrit à des cours dans un atelier d'écriture.
En 2001, son premier roman L'Envers de l'âme est qualifié de best-seller tout comme son second ouvrage Ma femme de ta vie publié en 2004. À Londres réunis dans les années 1980, Theo, étudiant en sociologie et Antonio, exilé chilien tentent de refaire le monde sur fond d’engagement politique contre la dictature et les années d'austérité de Margaret Thatcher. Une amitié soudée jusqu'à l'arrivée de Clara. 
En 2008, avec Le reste est silence, Carla Guelfenbein explore les fantômes et les non-dits de la société chilienne d'après Pinochet. Les œuvres de l'auteure sont traduites et publiées en France par les éditions Actes Sud. C'est en 1973, dans un Santiago en état de siège que se tisse la trame de Nager nues, un triangle humain singulier soumis aux soubresauts de la grande Histoire.
En 2015, parait Être à distance, une enquête passionnelle autour de la romancière octogénaire Vera Sigall, retrouvée inconsciente à la suite d'une chute supposée accidentelle. Carla Guelfenbein est lauréate du premier prix du roman Alfaguara pour cet ouvrage.

## Œuvres traduites en français
- 2007 : Ma femme de ta vie, [« La mujer de mi vida »], trad. de Claude Bleton, Arles, France, Actes Sud, coll. « Lettres latino-américaines », 299 p.  (ISBN 978-2-7427-6783-0)

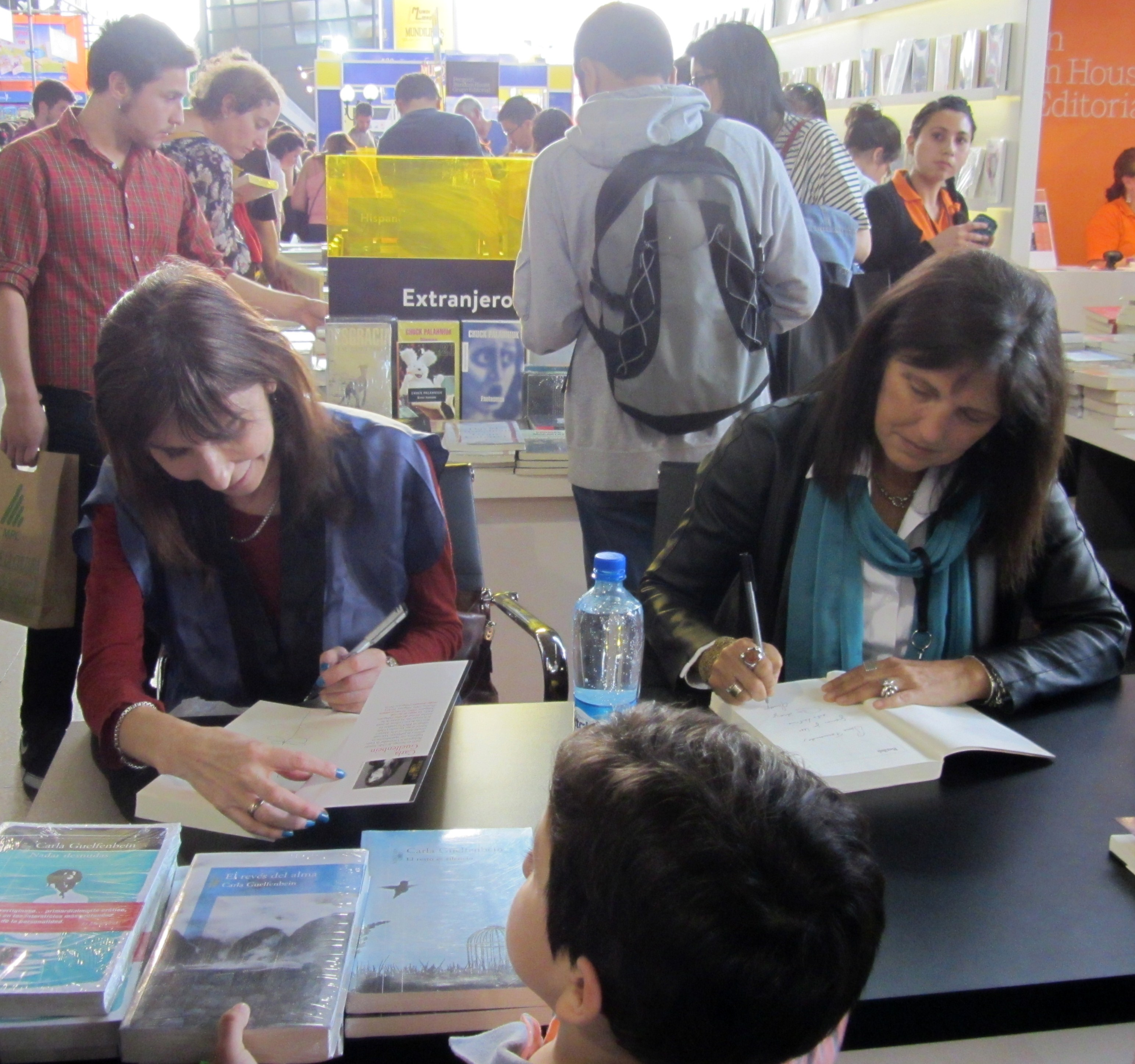
Les auteures Carla Guelfenbein et Claudia Piñeiro en séance de dédicaces, lors du Festival International du livre de Santiago en 2015.

- 2009 : Le Reste est silence, [«  El resto es silencio »], trad. de Claude Bleton, Arles, France, Actes Sud, coll. « Lettres latino-américaines », 311 p.  (ISBN 978-2-7427-8807-1)
- 2013 : Nager nues, [« Nadar desnudas »], trad. de Claude Bleton, Arles, France, Actes Sud, coll. « Lettres latino-américaines », 288 p.  (ISBN 978-2-330-01996-9)
- 2017 : Être à distance, [« Contigo en la distancia »], trad. de Claude Bleton, Arles, France, Actes Sud, coll. « Lettres latino-américaines », 300 p.  (ISBN 978-2-330-07259-9)Les auteures Carla Guelfenbein et Claudia Piñeiro en séance de dédicaces, lors du Festival International du livre de Santiago en 2015.

## Distinctions
- 2015 : Premio Alfaguara de Novela pour Être à distance ( Contigo en la distancia)